# John Lungu
John Lungu (ur. 12 czerwca 1966) – piłkarz zambijski grający na pozycji pomocnika.

## Kariera klubowa
W swojej karierze piłkarskiej Lungu grał w klubie Roan United z miasta Luanshya. W latach 1994 i 1996 zdobył z nim dwa Puchary Zambii.

## Kariera reprezentacyjna
W reprezentacji Zambii Lungu zadebiutował 23 maja 1993 roku w przegranym 0:1 towarzyskim meczu z Malawi. W 1994 roku został powołany do kadry na Puchar Narodów Afryki 1994. Na nim wywalczył z Zambią wicemistrzostwo Afryki. Rozegrał na nim trzy mecze: ze Sierra Leone (0:0), w ćwierćfinale z Senegalem (1:0) i w półfinale z Mali (4:0).
W 1996 roku Lungu zagrał w trzech meczach Pucharu Narodów Afryki 1996: z Algierią (0:0), w ćwierćfinale z Egiptem (3:1), w półfinale z Tunezją (2:4) i o 3. miejsce z Ghaną (1:0), w którym został ukarany czerwoną kartką.
W 1998 roku Lungu był w kadrze Zambii na Puchar Narodów Afryki 1998. Wystąpił na nich jedynie w meczu z Mozambikiem (3:1).
Od 1993 do 1998 rozegrał w kadrze narodowej 34 mecze.